# Gnome et Rhône Major
Pour les articles homonymes, voir Gnome et Rhône Major (homonymie) et Supermajor (homonymie).
La Gnome et Rhône Major est une moto de 350 cm3 du constructeur français Gnome et Rhône produite de 1936 à 1939. La Major dotée d'un moteur à soupapes latérales coexiste avec la Gnome et Rhône Supermajor similaire mais à soupapes en tête.

## Technologie

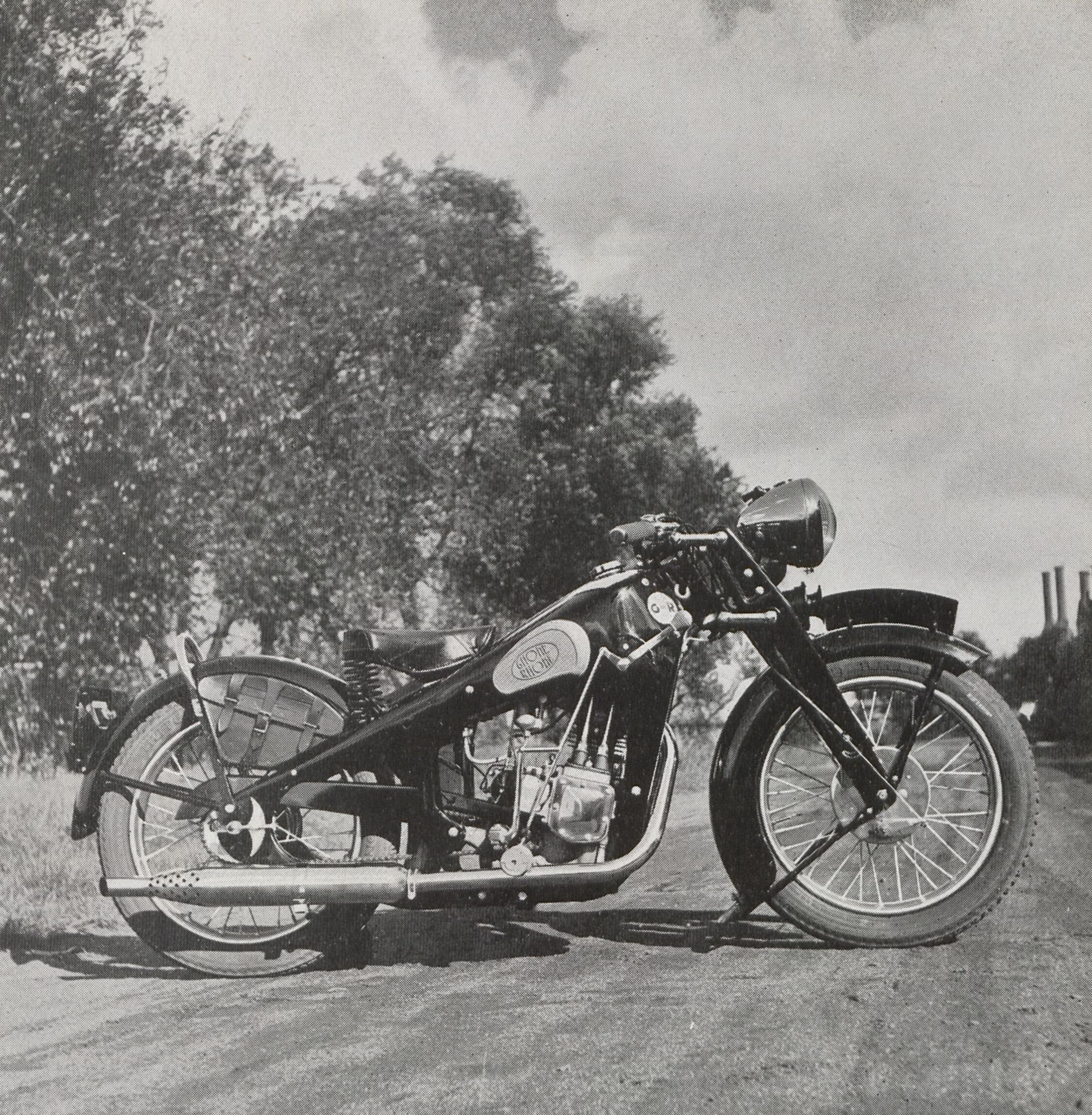
Une Gnome et Rhône Supermajor (photographie commerciale de 1938).

Les Major et Supermajor sont équipées d'un moteur monocylindre 73 × 82 mm, avec soupapes latérales (Major) ou en tête (Supermajor). Le moteur de la Major développe 11 ch et permet à la moto, d'un poids de 130 kg, d'atteindre la vitesse de 100 à 105 km/h. La Supermajor, plus lourde de 10 kg, atteint 115 km/h,.
Les deux modèles ont un cadre en tôle d'acier emboutie et une fourche avant à parallélogramme, innovations également présentes sur la 250 Junior ou la 750 X.
Les motos disposent de quatre vitesses, changées à la main sur la Major ou au pied sur la Supermajor.

## Production et historique
La Major est présentée aux Mines le 3 avril 1935 et la Supermajor le 21 avril 1936 et les deux modèles sont produits jusqu'en 1939. Au déclenchement de la Seconde Guerre mondiale, Gnome et Rhône possède 50 Major et 100 Supermajor en stock dans son usine. Elles sont achetées pour l'Armée française le 16 octobre 1939, destinées à la liaison routière.